# فخري عبد النور
فخري عبد النور بك (15 يونيو 1881-9 ديسمبر 1942) سياسي مصري. ولد في جرجا، سوهاج. انضم إلى حزب الأمة عام 1907، وكان أحد مؤسسي صحيفة الجريدة. كان ممثلًا للأقباط في الوفد المصري.

## النشأة
ولد «عبد النور» في الخامس عشر من شهر يونيه عام 1881 بمدينة جرجا التابعة لمحافظة سوهاج.
تزوج من هانم سوريال لينجب منها سعد فخري عبد النور, وموريس فخري عبد النور,وأمين فخري عبد النور والد منير فخري عبد النور، وابنه سعد فخري عبد النور هو الذي شغل منصب سكرتير عام حزب الوفد وعضو الهيئة العليا بالحزب أيام رئاسة فؤاد سراج الدين بعد وفاة إبراهيم فرج من سنة 1996 حتى عام 2003، وهو الجد الأكبر لوزير التجارة و الصناعة الأسبق منير فخري عبد النور.

## الوفاة
توفي يوم 9 ديسمبر عام 1942 خلال إحدى جلسات البرلمان المصري الذي كان عضوا فيه.